# Ieda de Oliveira
Ieda de Oliveira é uma escritora e compositora brasileira, nascida no Rio de Janeiro.

## Biografia
Formada em Letras, fez pós-doutorado em Análise do Discurso, supervisionado pelo Professor Patrick Charaudeau (Université de Paris XIII), Doutorado em Estudos Comparados de Literaturas em Língua Portuguesa na Universidade de São Paulo (USP), Mestrado em Literatura Brasileira na PUC/RJ, Especialização em Literatura Infantil e Juvenil na Universidade Federal do Rio de Janeiro (UFRJ) e Graduação em Letras (Port/Literaturas) na Universidade Federal do Rio de Janeiro (UFRJ).
Palestrante, entre outros, na Escola Superior de Educação Paula Frassinetti, no Porto, na Escola Superior de Educação de Coimbra, na Universidade Nova de Lisboa. Sorbonne em Paris.
Participou do Printemps Littéraire Brésilien, em Paris  2015 e 2016

## Obras
LITERATURA INFANTIL:
- Brasileirinho - História de Amor do Brasil – livro e CD com músicas - São Paulo: Editora DCL, 2000, ilustrado por Luís DiasNhe
- Emmanuela - São Paulo: Editora Saraiva, 2003, ilustrado por Marilda Castanha
- Antologia Poética Brasileira – Poesia varinha mágica (organizada pór Nelly Novaes Coelho) - São Paulo: Editora Harbra, 2005
- Cigarra & Formiga Produções Artísticas - São Paulo: Editora Larousse,2006, ilustrado por Maria Eugênia
- A Cobra e o Sábio - São Paulo: Editora Larousse, 2007, ilustrado por Ivan Zigg
- O Sapo e o Pássaro - São Paulo: Editora Larousse, 2008, ilustrado por Maurício Veneza
- O Espelho - São Paulo: 2009, ilustrações Márcia Széliga
- Bruxa e fada – Caldeirão ou Varinha de Condão - São Paulo: Editora DCL, 2010, ilustrado por Pink Weiner
- O Leão e o Macaco - São Paulo: Editora Larousse, 2011
- Delicias do Brasil- Editora ZIT, 2014

LITERATURA JUVENIL:
- O Raio da Positividade, ilustrado por Ennio Possebon (Editora FTD) 1998
- Contexto Sinistro Histórias Fantásticas  (Editora Ao Livro Técnico) 2000
- A Saga de Um Rei, ilustrado por Rui de Oliveira, (Editora DCL) 2004
- A Serpente de Olumo, ilustrado por Roberto Melo  (Editora Cortez) 2006
- Raimischimbilim - O Mistério da Família Salles, ilustrado por Rogério Borges, (Editora DCL) 2005
- O Cheiro da Morte e outras histórias, ilustrado por Alexandre Teles, (Editora Biruta) 2010
- As cores da escravidão- São Paulo: Editora FTD, 2013

TEÓRICAS:
- O Contrato de Comunicação da Literatura Infantil e Juvenil (tese de doutorado) (Editora Nova Fronteira) 2003
- O que é qualidade em Literatura infantil e Juvenil: com a palavra o escritor (Org) (Editora DCL) 2006
- O que é qualidade em Ilustração no Livro Infantil e Juvenil: com a palavra o Ilustrador (Org),(Editora DCL) 2008
- O que é qualidade em Literatura infantil e Juvenil- com a palavra o educador (Editora DCL, no prelo).

LITERATURA PARA ADULTOS:
. Sabor Bordeaux . Conto que faz parte da antologia Olhar Paris, Ed. NÓS
- Auferstehung. Conto que faz parte da antologia Escrever Berlim, Ed. NÓS

## PRÊMIOS
- Prêmio Adolfo Aizen de Literatura Infantil
- Prêmio José Guilherme Merquior de Crítica Literária
- Finalista do Prêmio Espace Enfants, na Suíça.
- Prêmio Alice da Silva Lima de Teatro Infantil de melhor texto inédito de teatro infantil
- Mención de honor no Concurso Los Niños Del Mercosur¨, na Argentina.
- Selo Altamente Recomendável da Fundação Nacional do Livro Infantil e Juvenil (FNLIJ) em 2005, 2007, 2009, 2014
- Finalista do Prêmio Jabuti de 2014
- Faz parte do  White Ravens, catálogo internacional onde estão as obras e autores mais importantes do mundo.